# Albertus-Magnus-Schule Wien
Die Albertus-Magnus-Schule ist eine katholische Privatschule mit Öffentlichkeitsrecht im 18. Wiener Gemeindebezirk Währing. Das Schulzentrum der Gesellschaft Mariä steht unter Denkmalschutz.

## Geschichte
Das Gebäude wurde 1893/1894 nach den Plänen des Architekten Johann Nepomuk Scheiringer erbaut. Das Gebäudeinnere wurde 1953/1954 umgestaltet.
In der Schule war der österreichische Widerstandskämpfer Kaplan Heinrich Maier bis 1938 als Religionslehrer tätig.

## Architektur
Das Gebäude zeigt eine genutete romantisierende Fassade mit seitlichen Giebelrisaliten. Links in der Fassade ist eine Wandbild Maria über der Schule schwebend aus den 1950er Jahren. Der Portalgiebel trägt ein Engelstondo. Das repräsentative Treppenhaus hat eine Zweipfeilertreppe.
Die Kapelle im dritten Stock ist aus der Bauzeit und hat einen zweibogigen Eingang mit einem Engelstondo und Türen mit reichen Schmiedeeisenbeschlägen. Der nach Osten ausgerichtete rechteckige Kapellenraum hat einen hohen offenen Dachstuhl mit originalen Dachbalken. Die Ausstattung der Kapelle ist aus 1953/1954: Das Altarmosaik Von Engeln gekrönte Maria mit einer Weltkugel mit auf der Weltkugel stehendem Jesuskind sowie die Mosaiken des Kreuzweges schuf Hermann Bauch. Die östlichen Rundbogenfenster mit der Darstellung der Heiligen Leopold und Albertus Magnus schuf die Tiroler Glasmalereianstalt. Das Rundfenster Agnus Dei in der Westwand entstand 1893/1894 in der Bauzeit.
Das neogotische Orgelgehäuse entstand um 1900.

## Schule
Der Schulträger ist die Vereinigung von Ordensschulen Österreichs. Das Schulzentrum beinhaltet eine Volksschule, eine Mittelschule, ein Gymnasium und ein Realgymnasium.

## Direktoren des Gymnasiums
- 1951–1959 P. Adalbert Ehrmann SM
- 1959–1977 P. Josef Leibold SM
- 1977–1995 Michael Wurz
- 1995–2006 Herwig Schlögl
- 2006–2020 Christian Köhler (seit 2002 Kalksburger Ehrenkreuzträger)
- seit 2020 Herwig Födermayr